# Tianxin, Guangdong
Tianxin (kinesiska: 田心) är en köping i sydöstra Kina. Den ligger i Longchuan härad i staden Heyuan i provinsen Guangdong, omkring 260 kilometer nordost om provinshuvudstaden Guangzhou. Antalet invånare är 30 232. Befolkningen består av 15 800 kvinnor och 14 432 män. Barn under 15 år utgör 33 %, vuxna 15-64 år 56 %, och äldre över 65 år 9,0 %.